# Campionato mondiale di football americano Under-19 2016
Il campionato mondiale di football americano Under-19 2016 (in lingua inglese 2016 IFAF Junior World Cup), noto anche come Cina 2016 in quanto disputato in tale Stato, è stato la terza edizione del campionato mondiale di football americano per squadre nazionali Under-19 maschili organizzato dalla IFAF.
Ha avuto inizio il 29 giugno e si è concluso il 10 luglio 2016 a Harbin.

## Stadi
Distribuzione degli stadi del campionato mondiale di football americano Under-19 2016
| Harbin                 |
| ---------------------- |
|                        |
| 45°45′00″N 126°38′00″E |
| Capacità:              |
| Altitudine:            |
|                        |

## Squadre partecipanti
| Pr. | Squadra     | Data di qualificazione | Qualificata in quanto            |
| --- | ----------- | ---------------------- | -------------------------------- |
| 1   | Stati Uniti |                        | Campione in carica               |
| 2   | Canada      |                        | Invitata                         |
| 3   | Giappone    |                        | Invitata                         |
| 4   | Austria     | 25 giugno 2015         | 1ª classificata all'Europeo 2015 |
| 5   | Germania    | 25 giugno 2015         | 2ª classificata all'Europeo 2015 |
| 6   | Australia   |                        |                                  |
| 7   | Cina        | 14 novembre 2015       | Nazione organizzatrice           |
| 8   | Messico     |                        |                                  |

## Gironi
| Girone Alto | Girone Basso |
| ----------- | ------------ |
| Stati Uniti | Giappone     |
| Canada      | Australia    |
| Messico     | Cina         |
| Austria     |              |

## Prima fase

### Risultati
| Harbin 29 giugno 2016, ore 16:00 UTC+8 | Cina | 0 – 72 (0-39 0-20 0-13 0-0) | Australia |  |

| Harbin 30 giugno 2016, ore 14:00 UTC+8 | Messico | 16 – 30 (0-3 16-0 0-13 0-14) referto | Canada |  |

| Harbin 30 giugno 2016, ore 17:30 UTC+8 | Austria | 14 – 65 (6-0 8-36 0-14 0-15) referto | Stati Uniti |  |

| Harbin 2 luglio 2016, ore 16:00 UTC+8 | Australia | 0 – 42 (0-22 0-13 0-0 0-7) referto | Giappone |  |

| Harbin 3 luglio 2016, ore 18:00 UTC+8 | Austria | 7 – 46 (0-7 0-19 7-0 0-20) referto | Messico |  |

| Harbin 3 luglio 2016, ore 17:00 UTC+8 | Canada | 14 – 32 (7-0 7-18 0-0 0-14) referto | Stati Uniti |  |

| Harbin 6 luglio 2016, ore 16:00 UTC+8 | Cina | 0 – 74 (0-35 0-10 0-14 0-12) referto | Australia |  |

### Classifiche
Le classifiche dopo la prima fase sono le seguenti:

#### Girone Alto
| Pos | Squadra     | G | V | P | PF | PS  | DP  |
| --- | ----------- | - | - | - | -- | --- | --- |
| 1   | Stati Uniti | 2 | 2 | 0 | 97 | 28  | +69 |
| 2   | Messico     | 2 | 1 | 1 | 62 | 37  | +25 |
| 3   | Canada      | 2 | 1 | 1 | 44 | 48  | -4  |
| 4   | Austria     | 2 | 0 | 2 | 21 | 111 | -90 |

#### Girone Basso
| Pos | Squadra   | G | V | P | PF  | PS  | DP   |
| --- | --------- | - | - | - | --- | --- | ---- |
| 1   | Giappone  | 1 | 1 | 0 | 42  | 0   | +42  |
| 2   | Australia | 3 | 2 | 1 | 146 | 42  | +104 |
| 3   | Cina      | 2 | 0 | 2 | 0   | 146 | -146 |

## Playoff

### Tabellone
|  | Semifinali  | Semifinali  | Semifinali |        |             | Finale          | Finale          | Finale          |  |
|  |             |             |            |        |             |                 |                 |                 |  |
|  | Stati Uniti | Stati Uniti | 50         |        |             |                 |                 |                 |  |
|  | Stati Uniti | Stati Uniti | 50         |        |             |                 |                 |                 |  |
|  | Giappone    | Giappone    | 20         |        |             |                 |                 |                 |  |
|  | Giappone    | Giappone    | 20         |        | Stati Uniti | Stati Uniti     | 6               |                 |  |
|  |             |             |            |        | Stati Uniti | Stati Uniti     | 6               |                 |  |
|  |             |             | Canada     | Canada | 24          |                 |                 |                 |  |
|  | Messico     | Messico     | Canada     | Canada | 24          | 21              |                 |                 |  |
|  | Messico     | Messico     |            |        |             | 21              |                 |                 |  |
|  | Canada      | Canada      | 28         |        |             | Finale 3º posto | Finale 3º posto | Finale 3º posto |  |
|  | Canada      | Canada      | 28         |        |             |                 |                 |                 |  |
|  |             |             |            |        |             |                 |                 |                 |  |
|  |             |             |            |        |             | Giappone        | Giappone        | 7               |  |
|  |             |             |            |        |             | Giappone        | Giappone        | 7               |  |
|  |             |             |            |        |             | Messico         | Messico         | 24              |  |

|  | Finale 5º posto |           |    |  |
|  |                 |           |    |  |
|  | Austria         | Austria   | 43 |  |
|  | Australia       | Australia | 13 |  |

### Semifinali
| Harbin 7 luglio 2016, ore 13:00 UTC+8 | Giappone | 20 – 50 (0-6 6-3 6-21 8-20) referto | Stati Uniti |  |

| Harbin 7 luglio 2016, ore 17:00 UTC+8 | Messico | 21 – 28 (0-3 0-10 14-15 7-0) referto | Canada |  |

### Finali

#### Finale 5º-6º posto
| Harbin 9 luglio 2016, ore 16:00 UTC+8 | Australia | 13 – 43 (0-13 13-13 0-0 0-17) referto | Austria |  |

#### Finale 3º-4º posto
| Harbin 10 luglio 2016, ore 13:00 UTC+8 | Giappone | 7 – 24 (0-7 7-3 0-0 0-14) referto | Messico |  |

#### Finale
| Harbin 10 luglio 2016, ore 17:00 UTC+8 | Canada | 24 – 6 (0-0 14-3 10-3 0-0) | Stati Uniti |  |

## Classifica finale
| Pos | Squadra     | G | V | P | PF  | PS  | DP   |
| --- | ----------- | - | - | - | --- | --- | ---- |
| 1   | Canada      | 4 | 3 | 1 | 96  | 75  | +21  |
| 2   | Stati Uniti | 4 | 3 | 1 | 153 | 72  | +81  |
| 3   | Messico     | 4 | 2 | 2 | 107 | 72  | +35  |
| 4   | Giappone    | 3 | 1 | 2 | 69  | 74  | -5   |
| 5   | Austria     | 3 | 1 | 2 | 64  | 124 | -60  |
| 6   | Australia   | 4 | 2 | 2 | 159 | 85  | +74  |
| 7   | Cina        | 2 | 0 | 2 | 0   | 146 | -146 |